# Adolf Wenzel
Adolf Wenzel (19. listopadu 1832 Chřibská – 6. listopadu 1893 Chřibská) byl rakouský politik německé národnosti z Čech, poslanec Českého zemského sněmu a starosta Chřibské.

## Biografie
Pokřtěn byl Adolf Ignác Augustin, narodil se v rodině chřibského obchodníka (Handelsman) Ignáce Wenzela a matky Marie Anny, rozené Weidlichové.
Zastával funkci starosty Chřibské. Byl též poštmistrem a dlouholetým předsedou Spolku poštmistrů v Čechách. Na funkci předsedy tohoto spolku rezignoval ze zdravotních důvodů krátce před smrtí. V březnu 1893 mu byl udělen Řád Františka Josefa. Jako starosta Chřibské se uvádí již v roce 1872.
V 70. letech se zapojil i do vysoké politiky. V zemských volbách v roce 1872 byl zvolen na Český zemský sněm, kde zastupoval kurii venkovských obcí, obvod Rumburk, Varnsdorf. Politicky se profiloval jako německý liberál (takzvaná Ústavní strana, liberálně a centralisticky orientovaná, odmítající federalistické aspirace neněmeckých etnik).
Zemřel v listopadu 1893. Bylo mu 60 let.